# Windsor Terrace

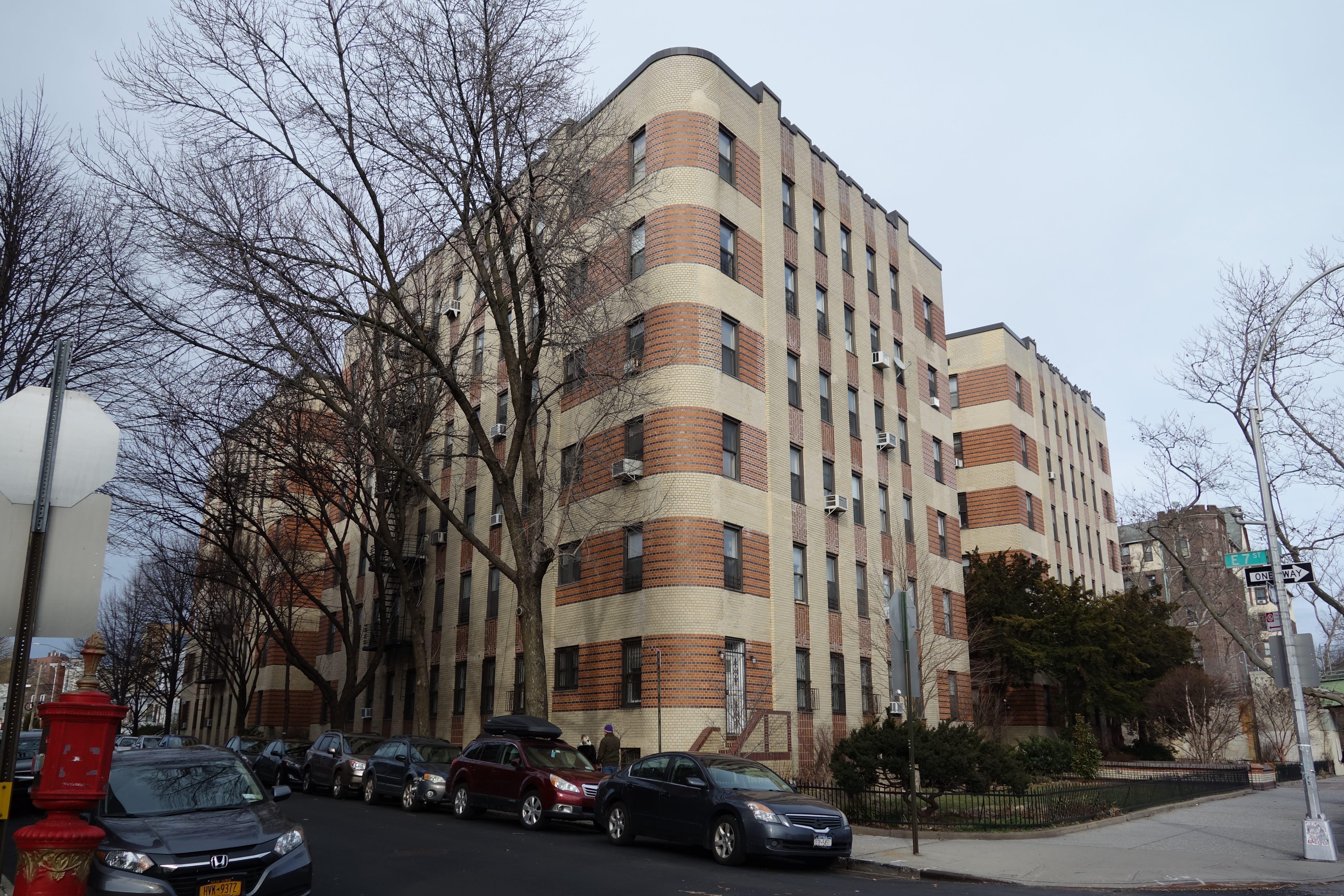
Gebäude am Ocean Parkway

Windsor Terrace ist ein kleiner Stadtteil (Neighborhood) im Stadtbezirk Brooklyn (Kings County) in New York City. Der fast nur aus Wohnvierteln bestehende Stadtteil wird überwiegend von Weißen bewohnt.
Im Jahr 2020 lebten hier laut US Census 15.385 Menschen auf einem knappen Quadratkilometer. Windsor Terrace ist Teil des Brooklyn Community District 7 und gehört zum 72. Bezirk des New Yorker Polizeidepartements. Kommunalpolitisch wird es vom 38. und 39. Bezirk des New York City Council (Stadtrat) vertreten.

## Lage

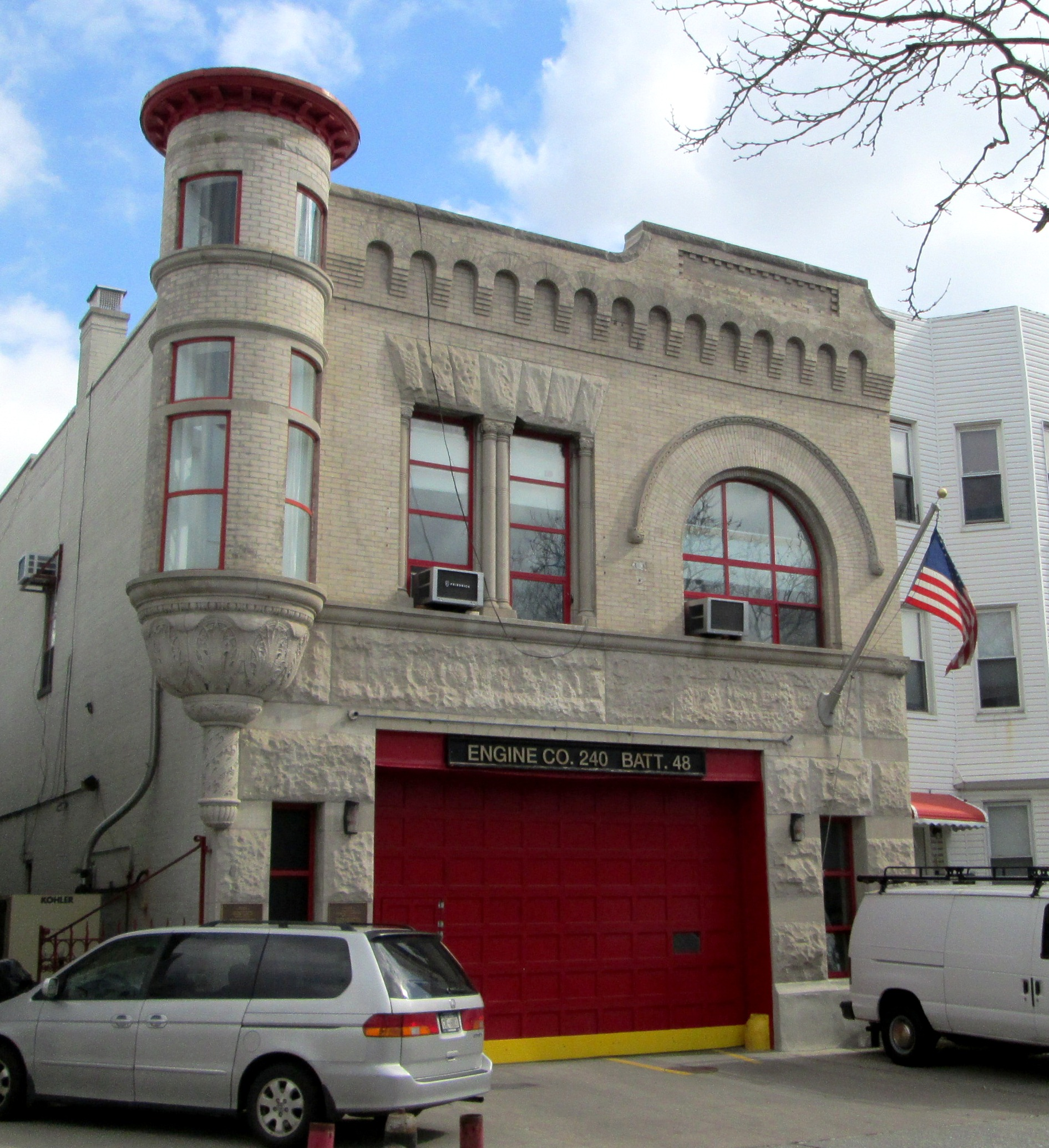
Feuerwehr in Windsor Terrace

Windsor Terrace liegt im Westen des Stadtbezirks Brooklyn rund drei Kilometer südlich von Downtown Brooklyn. Es ist von dem Prospect Park im Osten und Nordosten, dem Stadtteil Park Slope im Norden, dem Friedhof Green-Wood Cemetery und Sunset Park im Westen und dem Stadtteil Kensington jenseits der Caton Avenue im Süden umgeben. Als begrenzende Straßen werden meist im Norden der Prospect Park West, im Osten der Prospect Park Southwest, im Süden die Caton Avenue und im Westen die McDonald Avenue genannt. Mitten durch das Viertel führt in Nord-Süd-Richtung der Prospect Expressway (New York State Route 27), eine Verbindung zwischen dem Gowanus Expressway (Interstate 278) und den nach Coney Island führenden Ocean Parkway.

## Beschreibung
Vor der Ankunft der Europäer im 17. Jahrhundert war das Gebiet des heutigen Windsor Terrace von den Carnasee besiedelt. Das Land bestand zunächst aus Farmen, die John Vanderbilt und der Familie Martense gehörten. 1849 wurde ein Teil des Landes an den Immobilienmakler William Bell verkauft, der dem Land den Namen „Windsor“ gab. 1851 ging ein Teil des Landes an Edward Belknap, vier Straßen mit 49 Grundstücken errichten ließ. Das Gebiet wurde dann als Village of Windsor Terrace nach Flatbush eingemeindet. Der Brooklyn Daily Eagle bezeichnete das Gebiet erstmals im März 1854 als "Windsor Terrace". 1894 wurde der Ort in die City of Brooklyn und schließlich 1895 in die Stadt New York City eingegliedert.
Bis 1920 hatte Windsor Terrace einen dörflichen Charakter. Mit der Planung und Bau einer Linie der New York City Subway bis 1933, sowie aufgrund seiner Nähe zur Innenstadt von Brooklyn, durch den Bau der Coney Island Plank Road durch das heutige Viertel und der Lage am ruhigen Green-Wood Cemetery entwickelte sich Windsor Terrace zu einer beliebten Wohngegend. Von 1980er bis 2000er Jahren fand eine Gentrifizierung der Nachbarschaft statt. Das Viertel wurde umgewidmet, um den Bau von Hochhäusern zu verhindern und das kleinstädtische Gefüge des bestehenden Viertels zu erhalten.

## Demographie
Im Jahr 2020 hatte das United States Census Bureau die statistischen Zählbezirke (Areas und Tracts) neu konfiguriert. Somit sind die vor 2020 erzielten Daten meist nicht mehr mit den ab 2020 erhobenen Daten vergleichbar, des Weiteren sind die Zählbezirke Neighborhood Tabulations Area (NTA) und Census Tracts meist nicht deckungsgleich mit den genannten Stadtteilgrenzen. Da dies auch bei Windsor Terrace zutrifft, werden die Census Blocks als kleinste Einheit zur Berechnung verwendet.
Windsor Terrace ist überwiegend von Weißen bewohnt. Laut Volkszählung von 2020 hatte das Viertel 15.385 Einwohner bei einer gleich hohen Einwohnerdichte pro km². Im Stadtteil lebten 10.579 (68,8 %) Weiße, 1.830 (11,9 %) Hispanics und Latinos, 1.264 (8,2 %) Asiaten, 625 (4,1 %) Afroamerikaner, 170 (1,1 %) aus anderen Ethnien und 917 (6 %) aus zwei oder mehr Ethnien.

## Verkehr

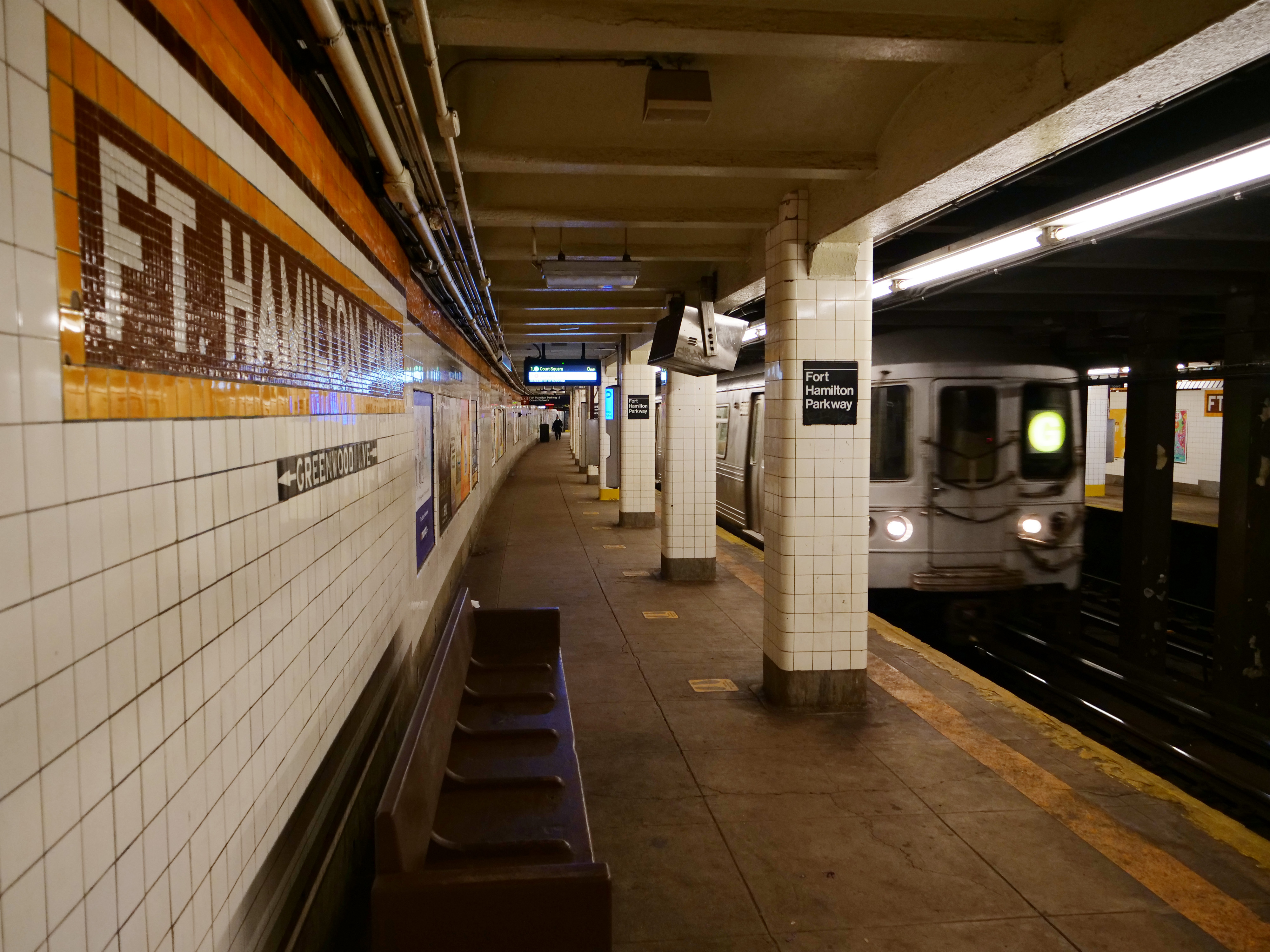
U-Bahn-Station „Fort Hamilton Parkway“ mit einem G-Zug

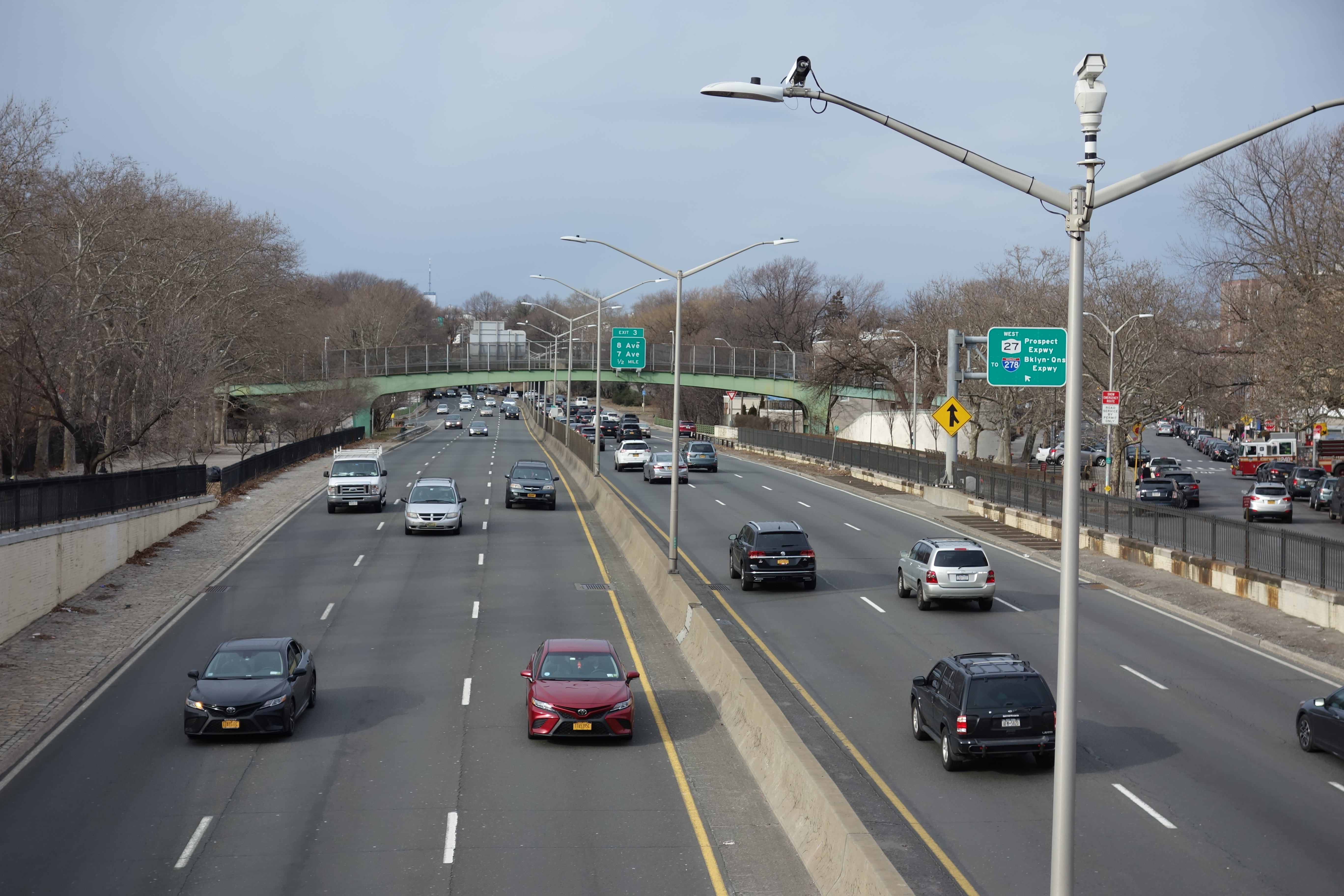
Prospect Expressway

Windsor Terrace hat einen Anschluss an die New Yorker U-Bahn. Durch den Stadtteil führt von Nord nach Süd die IND Culver Line mit den Linien  und . Die beiden Linien bedienen die Stationen 15th Street – Prospect Park an der Grenze zu Park Slope und Fort Hamilton Parkway Station im Süden des Viertels. Des Weiteren betreibt die New York City Transit Authority vier Buslinien durch das Viertel (B 61, 67, 68, 69). Im Straßenverkehr sorgt der Prospect Expressway für eine gute Anbindung. Nach Norden führt er zum Gowanus Expressway, über den man zur Brooklyn Bridge und Downtown Brooklyn sowie durch den Hugh L. Carey Tunnel nach Manhattan gelangt. Nach Süden bindet er an den Ocean Parkway, der durch den Süden Brooklyns bis nach Coney Island führt.

## Persönlichkeiten (Auswahl)
In Windsor Terrace wurden geboren, wuchsen auf und/oder lebten und leben eine Reihe von bekannten Persönlichkeiten (Auswahl):
- Isaac Asimov (1920–1992), Schriftsteller, Chemiker
- Paul Auster (1947–2024), Schriftsteller
- Debi Mazar (* 1964), Schauspielerin
- Mindy Kaling (* 1979), Schauspielerin und Autorin
- Mallory Hagan (* 1988), Miss America 2013
- Frank McCourt (1930–2009), Schriftsteller